# ریکوشی (کشتی‌گیر)

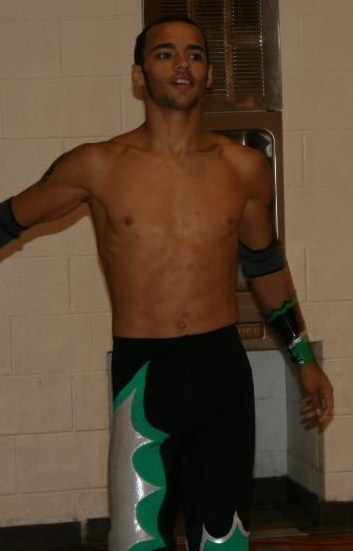
Ricochet in 2008

تِرِوور دین مَن (به انگلیسی: Trevor Dean Mann; زاده ۱۱ اکتبر ۱۹۸۸) یک کشتی‌گیر حرفه‌ای آمریکایی است.  او در حال حاضر با کمپانی دبلیودبلیوئی قرارداد دارد،  و در برند اسمکدان با نام رینگی ریکوشی (به انگلیسی: Ricochet) به کشتی گرفتن می‌پردازد.